# Mouen
Mouen – miejscowość i gmina we Francji, w regionie Normandia, w departamencie Calvados.
Według danych na rok 1990 gminę zamieszkiwało 1166 osób, a gęstość zaludnienia wynosiła 280 osób/km² (wśród 1815 gmin Dolnej Normandii Mouen plasuje się na 197. miejscu pod względem liczby ludności, natomiast pod względem powierzchni na miejscu 954.).